# Antoine Watteau

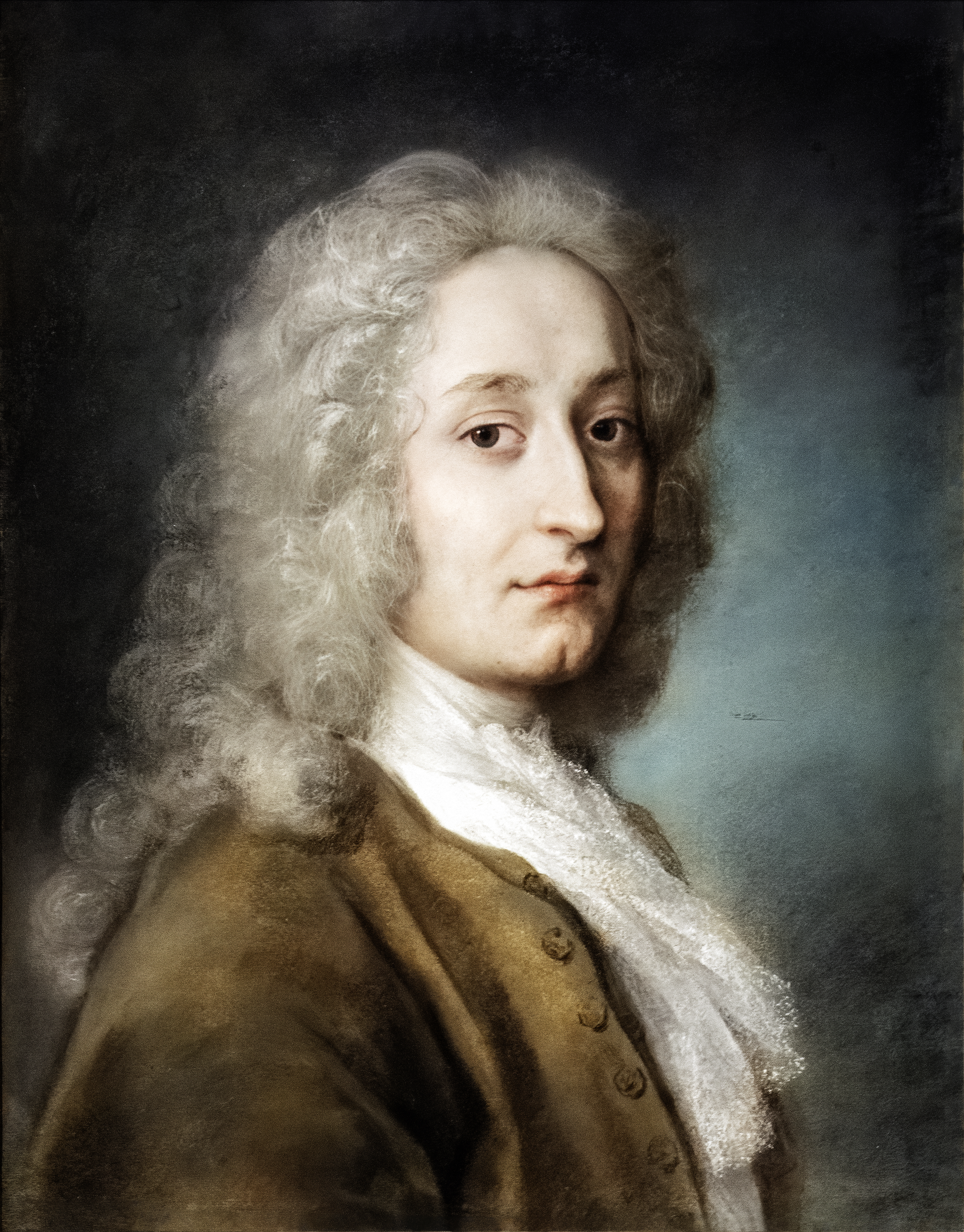
Antoine Watteau
Porträt von Rosalba Carriera, 1721

Jean-Antoine Watteau, Die Einschiffung nach Kythera, ca. 1709 – 1710, Städel Museum, Frankfurt am Main

Einschiffung nach Kythera, 1717/18, Berliner Fassung des Sujets; Schloss Charlottenburg, Berlin

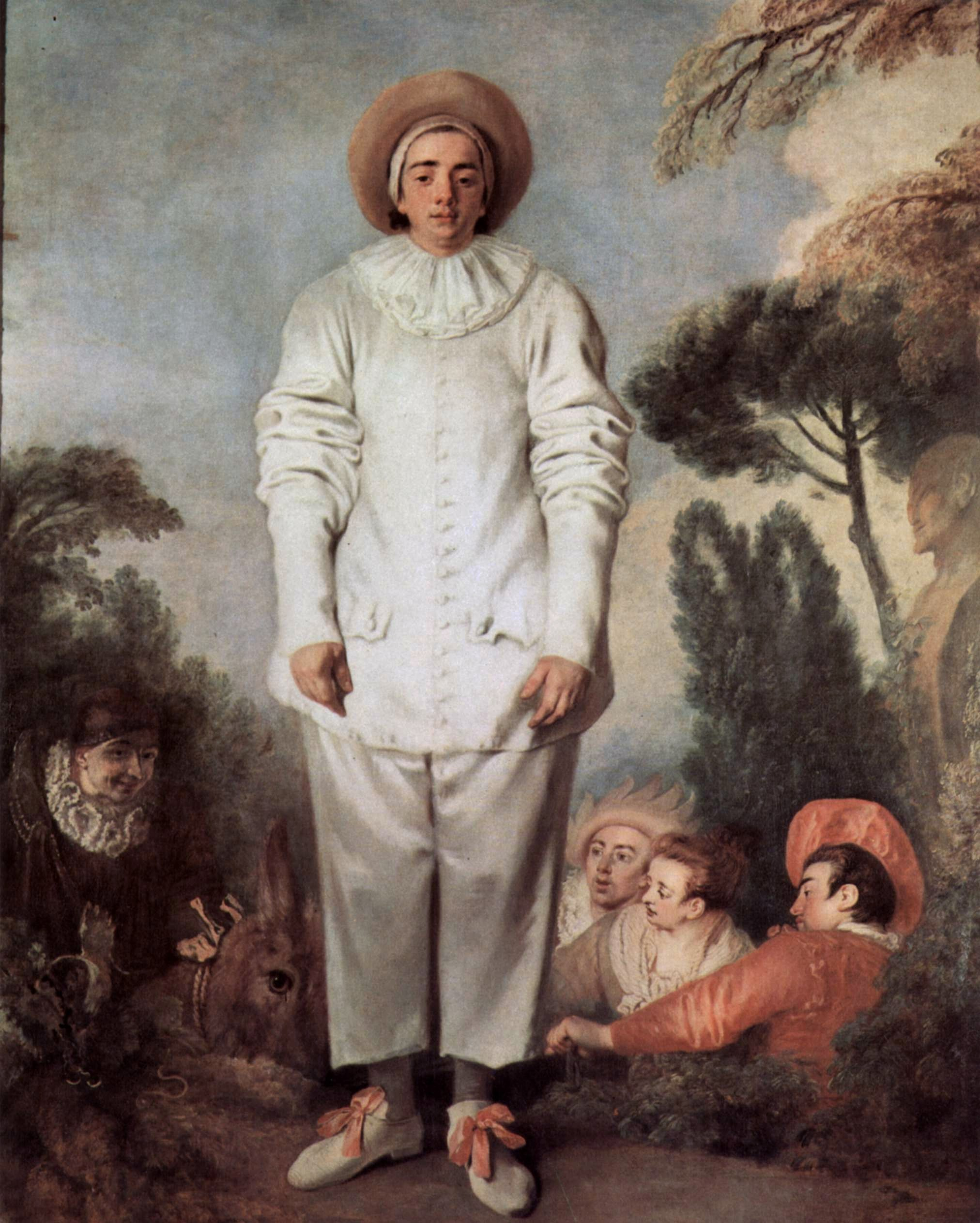
Gilles, 1719; Louvre, Paris

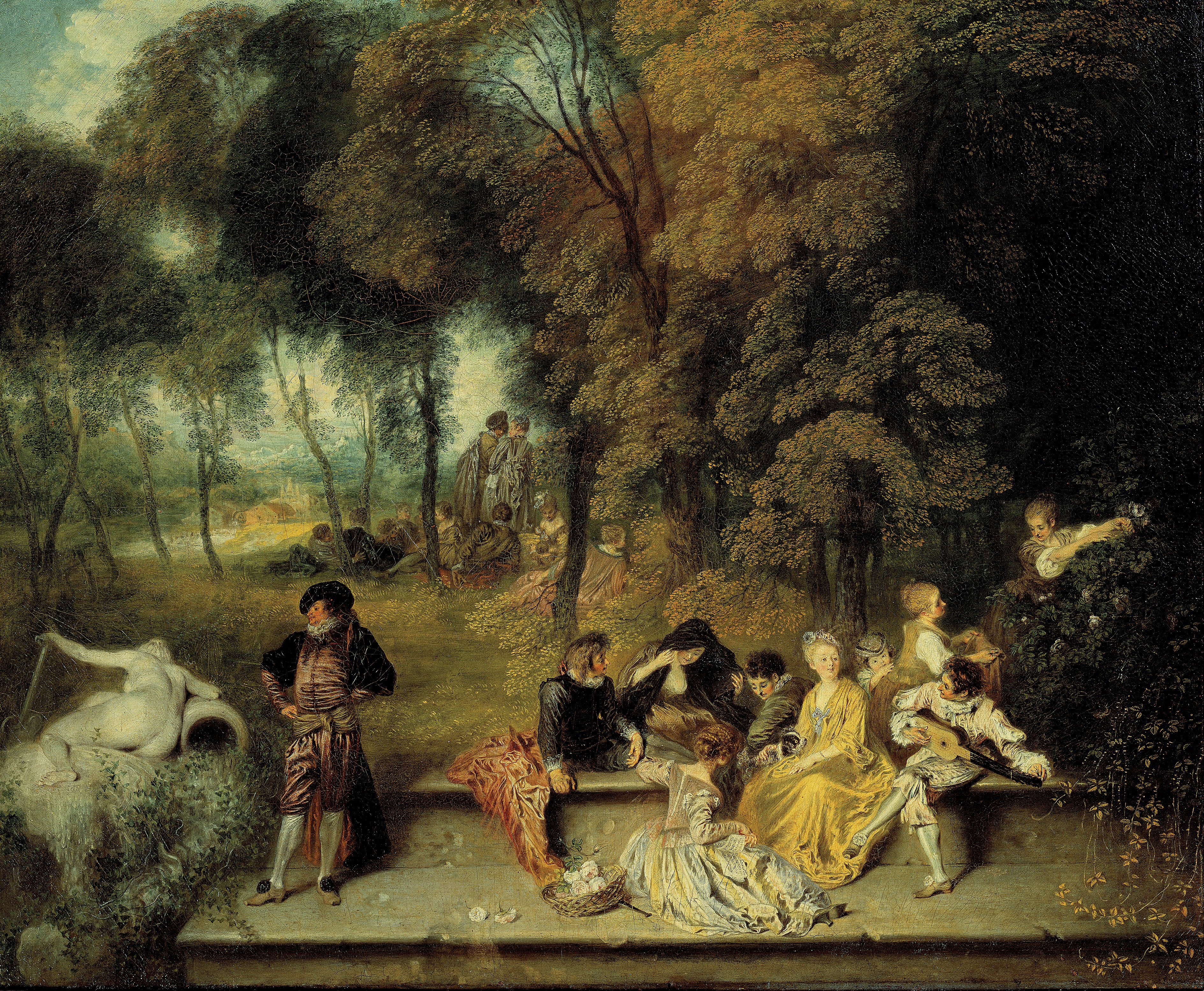
Gesellige Unterhaltung im Freien (Schäferszene bzw. Fête galante), 1716

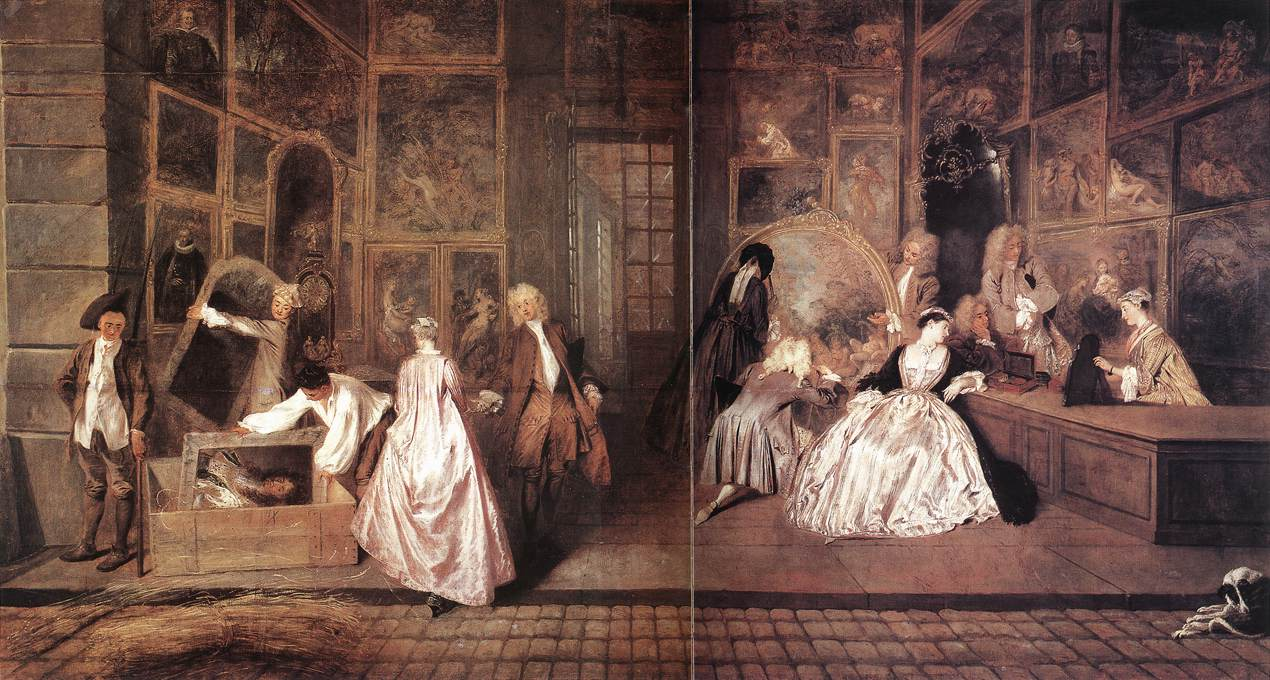
Das Ladenschild des Kunsthändlers Gersaint (1720), Schloss Charlottenburg, Berlin

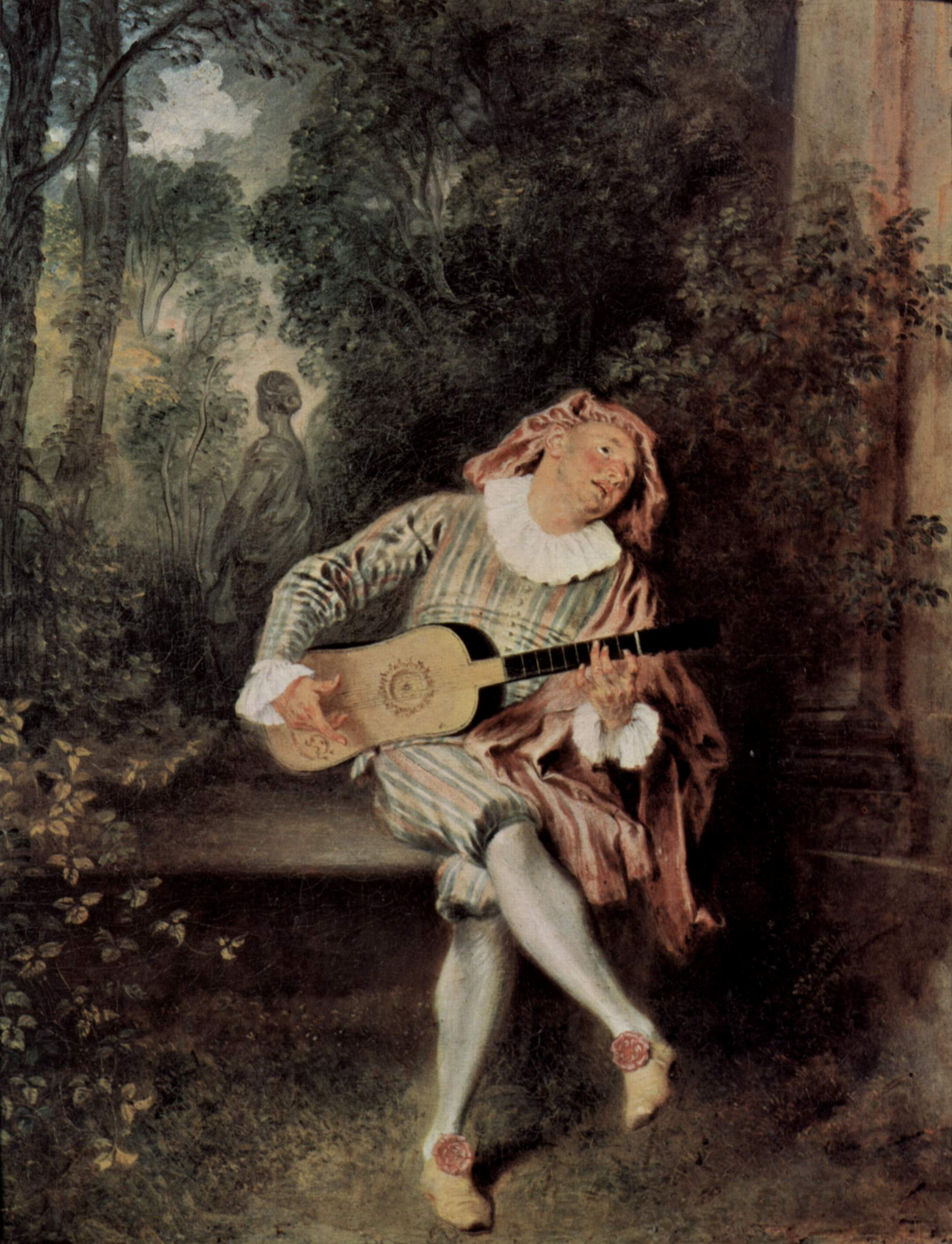
Mezzettino (mit Barockgitarre) von Antoine Watteau, erworben von Zarin Katharina der Großen im Jahre 1767; verkauft im Mai 1930 an Calouste Gulbenkian, verkauft 1934 an das Metropolitan Museum in New York City.

Jean-Antoine Watteau (* 10. Oktober 1684 in Valenciennes; † 18. Juli 1721 in Nogent-sur-Marne) war Maler des französischen Rokoko. Mit seinen fêtes galantes schuf er zu Beginn des 18. Jahrhunderts eine neue Bildgattung.

## Leben
Antoine Watteau war der zweite von vier Söhnen von Jean-Philippe Watteau (1660–1726) und seiner Frau Michelle Lardenois (1653–1728).
Im Alter von zehn Jahren wurde er Lehrling in seiner Heimatstadt bei dem Maler Jacques-Albert Gérin.
Nachdem er sich um 1702 nach Paris begeben hatte, war er, um sich seinen Lebensunterhalt zu verdienen, anfangs für Bilderhändler tätig, bis er mit Claude Gillot bekannt wurde, der ihn als Schüler aufnahm, und von dem er die Vorliebe für Darstellungen aus Bühnenstücken übernahm. Doch war Watteau nur kurze Zeit bei Gillot tätig. Von diesem ging er zu dem Dekorationsmaler Claude Audran III (1658–1734), dem Verwalter der Galerie du Luxembourg, in dessen Auftrag er zahlreiche Wanddekorationen, sogenannte panneaux, malte, deren geistvolle Kompositionen sich jedoch nur in Nachbildungen durch Stiche erhalten haben.
Im Palais du Luxembourg studierte er auch die Gemälde von Rubens, dessen Liebesgarten auch das Vorbild für Watteaus fête galante war. Um 1708 wurde Watteau Schüler der Königlichen Akademie für Malerei und Skulptur und bewarb sich anlässlich einer Ausstellung um ein Stipendium in Rom, den Grand prix, erhielt im nächsten Jahr aber nur den zweiten Preis. Danach begab er sich in seine Vaterstadt, von wo er um 1711 wieder nach Paris zurückkehrte.
Auf Anregung des Malers Charles de La Fosse bewarb er sich um die Mitgliedschaft der Akademie und wurde auch zugelassen, aber erst 1717 als Mitglied aufgenommen, da er das vorgeschriebene Aufnahmebild (die Einschiffung nach Kythera, 1717, Öl auf Leinwand, 129 × 194 cm, Musée du Louvre, Paris) erst in diesem Jahr einreichte.
Um 1716 nahm ihn der Kunstsammler Pierre Crozat in sein Haus auf, wo dessen große Sammlung von Handzeichnungen ihm eine reiche Studienquelle eröffnete, und wo er mit Kunstkennern wie Pierre-Jean Mariette, Graf Anne Claude de Caylus, Jean de Julienne und anderen Bekanntschaft schloss. Im Herbst 1720 machte er eine Reise nach London, von der er Anfang 1721 zurückkehrte.
Im Alter von 36 Jahren starb der Maler Antoine Watteau am 18. Juli 1721 in Nogent-sur-Marne bei Vincennes an Tuberkulose.

## Werke
Er hat mit seinen Schäferstücken (Schäferszenen), galanten Festen, ländlichen Vergnügungen und Schauspielerdarstellungen eine neue Gattung der Malerei begründet (Watteaumalerei) und durch seine Figuren, deren Kostüm er zumeist den arkadischen Schäferspielen des Theaters entlehnte, einen Einfluss auf die Modetracht seiner und der späteren Zeit ausgeübt. Schon zu seiner Zeit kamen die Coiffures à la Watteau auf, zu denen sich später ganze Kostüme à la Watteau, die Watteauhäubchen, die Negligés à la Watteau u. a. m. gesellten.
Mit großer Sicherheit und Lebendigkeit der Zeichnung verband er eine geistreiche und leichte, wenn auch bisweilen flüchtige Pinselführung und ein fein ausgebildetes Naturgefühl, das sich besonders in den landschaftlichen Hintergründen seiner Gemälde zeigt.
Die größte Zahl von Gemälden Watteaus (19) befindet sich, von Friedrich dem Großen angekauft, im Besitz der Stiftung Preußische Schlösser und Gärten Berlin-Brandenburg (in Schloss Charlottenburg und im Neuen Palais in Potsdam), darunter eine in der Komposition veränderte Wiederholung der Einschiffung nach Kythera, der Liebesunterricht, ein ländliches Vergnügen, die tanzende Iris und das Firmenschild des Kunsthändlers Gersaint, und demnächst im Louvre zu Paris (Der Fehltritt, La finette, l'Indifferent, Der italienische Harlekin Gilles und Die Gesellschaft im Park). Eine große Anzahl von Bildern Watteaus befindet sich auch in englischem Privatbesitz (die hervorragendsten in der Londoner Wallace Collection).
Von seinen übrigen Werken sind hervorzuheben: Die italienische sowie die französische Komödie und der Tanz in der Gemäldegalerie Berlin, zwei galante Feste im Freien (in der Dresdner Galerie), der junge Savoyarde und das Menuett (in der Eremitage zu St. Petersburg), die Dorfhochzeit (im Soanemuseum zu London), der Ball und die Jagdgesellschaft (im Dulwich College bei London).
Der überwiegende Teil des künstlerischen Werks von Watteau (nahezu 800) sind von Claude Audran III, Pierre Aveline, François Boucher, Anne-Claude-Philippe, Comte de Caylus, Charles Nicholas Cochin, Gabriel Huquier, Larmessan, Jean-Baptiste Scotin, Simon Thomassin u. a. gestochen worden (eine Auswahl davon auf 60 Tafeln mechanisch reproduziert in Dekorationen und Malereien von A. Watteau, Berlin 1888). Seine Malweise wurde eine Zeitlang durch seine Schüler Nicolas Lancret und Jean-Baptiste Pater fortgesetzt.

## Recueil Jullienne
Dieser vierbändige Korpus gehört zu den bedeutendsten, berühmtesten und seltensten graphischen Werken des 18. Jahrhunderts. Er ist benannt nach Watteaus Freund und Förderer Jean de Jullienne (1686–1766), dessen Anliegen es war, mit diesem Werkverzeichnis Watteaus Kunst zu bewahren und zu dokumentieren. 621 Radierungen erschienen zwischen 1726 und 1735 als enorm kostspielige Prachtbände in 100 kompletten Sätzen. Der französische König Ludwig XV. besaß 10 Exemplare dieses Werkes. Um die Blätter einzeln verkaufen zu können, wurden später zahlreiche Sammelbände zerlegt.
Die beiden ersten Bände erschienen 1726 und 1728 und enthielten Watteaus 350 zeichnerische Detailvorlagen für Gemälde auf hervorragender Papierqualität in Übergröße (Format grand jésus). Dafür beschäftigte Jullienne 13 Kupferstecher, darunter Jean Audran und François Boucher. Jullienne selbst stellte 20 Radierungen her. Die Bände 3 und 4 wurden schließlich mit 16 der besten Graveure Frankreichs ausgeführt, darunter Jacques-Philippe Le Bas, Louis Crépy, Charles Nicolas Cochin und Jean Audrans Sohn Benoit. Das Format grand aigle war noch größer, wurden doch hier die Gemälde selbst zum Gegenstand.

## Rezeption

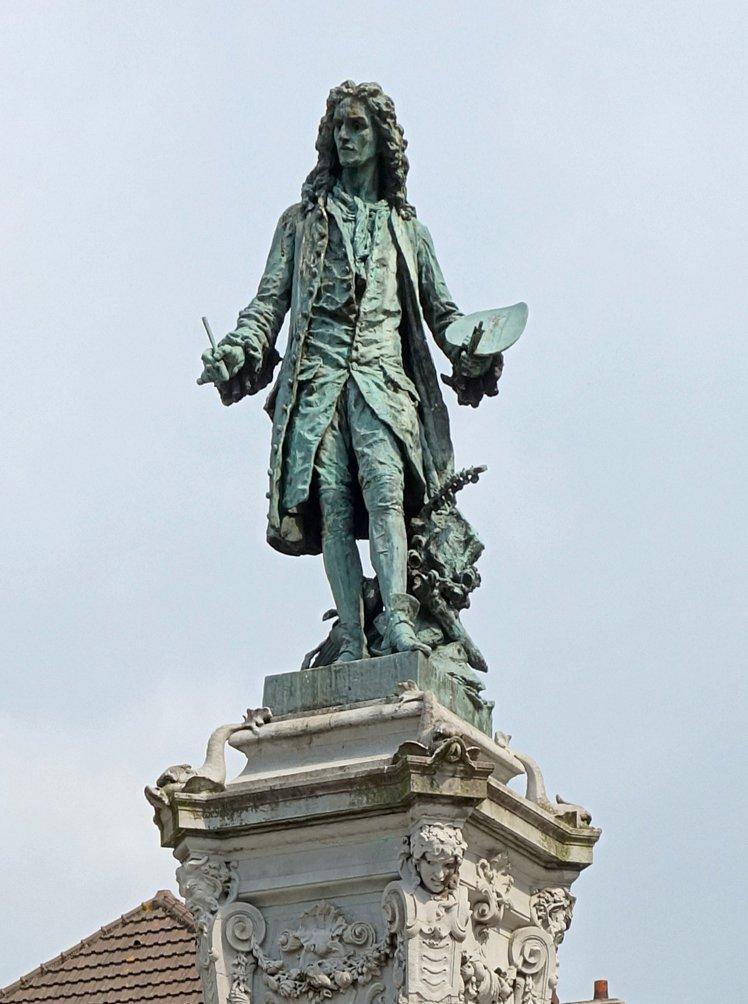
Statue von Watteau in Valenciennes

Seit dem 18. Jahrhundert hat es in der Rezeption des Werkes Watteaus verschiedene Positionen gegeben.
Nach dem Tod des Künstlers bemühten sich seine Freunde und Bekannten, u. a. der oben genannte Comte de Caylus, um eine ausführliche Darstellung seiner Arbeiten und seines Lebens.
Seine Zeitgenossen beschrieben seine Werke in erster Linie als „fröhlich“ und „heiter“.
Dennoch geriet Watteaus Werk in den darauf folgenden Jahrzehnten in Vergessenheit. Erst der romantisch-melancholische Blick auf seine Bilder im 19. Jahrhundert, beispielsweise durch Gedichte der Brüder Edmond und Jules de Goncourt, brachte ihn wieder ins Bewusstsein der Kunstwelt.
Die historisierende Vorstellung von Watteau als eines leidenden und einsamen Künstlers war bis in die 1980er Jahre präsent.
Unterstützt wurde sie durch die nur schwer lesbare, „mystische“ Bildsprache des Künstlers und durch den Umstand, dass er an Schwindsucht starb.
In den 1980er Jahren wurde das in den Fêtes galantes primär sichtbare Sujet der Liebe wiederaufgenommen.
Seit den 1990er Jahren unterstützt eine Vielzahl von Wissenschaftlern den Standpunkt, dass der Aspekt der galanten Liebe in Watteaus Bildinhalten ambivalent zu lesen ist. Auf der Basis galanter Konversationen komponiert der Maler, mittels Gesten und Mimiken, in nicht eindeutig lesbaren Figurenkonstellationen ein „semantisches Vakuum“.

## Ausstellungen
1984/85 entstand zum 300. Geburtstag von Watteau in Zusammenarbeit der Städte Paris, Berlin und Washington ein Katalog (s. Literatur), der auf 4½ klein bedruckten Seiten unzählige Ausstellungen international auflistet; die früheste: London 1798/1799.
- 1984: Watteau 1684–1721, National Gallery of Art, Washington
- 1984/1985: Watteau 1684–1721, Grand Palais, Paris
- 1985: Watteau 1684–1721, Schloss Charlottenburg, Berlin
- 2013: Antoine Watteau. La leçon de musique, Palais des Beaux-Arts, Brüssel
- 2016/2017: Watteau. Der Zeichner, Städel Museum, Frankfurt am Main
- 2021/2022: Watteau. Kunst, Markt, Gewerbe, Schloss Charlottenburg, Berlin

## Sonstiges
Der französische Spielfilm Der Fluchtpunkt von Laurent de Bartillat bedient sich einer kunstgeschichtlichen Herangehensweise an Watteaus Werk als Teil der Spielhandlung und stellt eine These zu Watteaus Privatleben auf.
Der Diogenes Verlag zeigt seit 1985 auf der Titelseite von Patrick Süskinds Roman Das Parfum einen Ausschnitt aus Watteaus Jupiter und Antiope (vgl. Jupiter, Antiope) – die Achsel einer nackten Schlafenden als Sinnbild der duftenden Verführung.

## Film
- Der Maler der galanten Feste, Antoine Watteau, mit Anna Konjetzky, ein Film von Vera Botterbusch, 45 Min., 3 SAT 2002/BR 2003